# Glandulosa kinzelbachi
Glandulosa kinzelbachi is een rechtvleugelig insect uit de familie krekels (Gryllidae). De wetenschappelijke naam van deze soort werd voor het eerst geldig gepubliceerd in 1979 door Carl Otto Harz.